# Campotenes
Campotenes is een geslacht van vlinders van de familie bladrollers (Tortricidae), uit de onderfamilie Tortricinae.

## Soorten
- C. beryllodes (Diakonoff, 1954)
- C. chrysopluta (Diakonoff, 1954)
- C. microphthalma (Diakonoff, 1954)
- C. vervoorti Diakonoff, 1972